# جیم آلابی
جیم آلابی (انگلیسی: James Alabi؛ زادهٔ ۸ نوامبر ۱۹۹۴) یک بازیکن فوتبال است.
از باشگاه‌هایی که در آن بازی کرده‌است می‌توان به باشگاه فوتبال استوک سیتی، باشگاه فوتبال سلتیک، و باشگاه فوتبال منزفیلد تاون اشاره کرد.